# Arbnor Muçolli
Arbnor Muçolli (Fredericia, 15 settembre 1999) è un calciatore danese naturalizzato albanese, centrocampista o attaccante dell'IFK Göteborg e della nazionale albanese.

## Biografia
È nato in Danimarca da genitori kosovari-albanesi. Ha anche un fratello più grande Agon, anch'egli calciatore, che gioca nell'Odense.

## Carriera

### Club
Cresciuto nel Fredericia, club della sua città natale, nel 2012 si trasferisce al Vejle. Dopo aver esordito in prima squadra, a soli 17 anni, nel 2016 rinnova il suo contratto fino al 2019. Conquistata la promozione in Superligaen, il 25 luglio 2018 prolunga per un’altra stagione.

### Nazionale
Nel 2017, dopo aver precedentemente giocato nella nazionale danese Under-18, ha deciso di rispondere alla chiamata della nazionale Under-21 albanese., esordendo il 6 settembre 2018 nella partita di qualificazione all'Europeo 2019 persa per 3-0 contro la Spagna Under-21.

## Statistiche

### Presenze e reti nei club
Statistiche aggiornate al 19 agosto 2023.
| Stagione        | Squadra         | Campionato      | Campionato | Campionato | Coppe nazionali | Coppe nazionali | Coppe nazionali | Coppe continentali | Coppe continentali | Coppe continentali | Altre coppe | Altre coppe | Altre coppe | Totale | Totale | Totale |
| Stagione        | Squadra         | Comp            | Pres       | Reti       | Comp            | Pres            | Reti            | Comp               | Pres               | Reti               | Comp        | Pres        | Reti        | Pres   | Reti   |        |
| --------------- | --------------- | --------------- | ---------- | ---------- | --------------- | --------------- | --------------- | ------------------ | ------------------ | ------------------ | ----------- | ----------- | ----------- | ------ | ------ | ------ |
| 2016-2017       | Vejle           | 1D              | 3          | 0          | CD              | 0               | 0               | -                  | -                  | -                  | -           | -           | -           | 3      | 0      |        |
| 2017-2018       | Vejle           | 1D              | 15         | 0          | CD              | 1               | 0               | -                  | -                  | -                  | -           | -           | -           | 16     | 0      |        |
| 2018-2019       | Vejle           | SL              | 24+2       | 1+0        | CD              | 1               | 0               | -                  | -                  | -                  | -           | -           | -           | 27     | 1      |        |
| 2019-2020       | Vejle           | 1D              | 26         | 7          | CD              | 0               | 0               | -                  | -                  | -                  | -           | -           | -           | 26     | 7      |        |
| 2020-2021       | Vejle           | SL              | 26         | 4          | CD              | 2               | 0               | -                  | -                  | -                  | -           | -           | -           | 28     | 4      |        |
| 2021-2022       | Vejle           | SL              | 26         | 5          | CD              | 5               | 0               | -                  | -                  | -                  | -           | -           | -           | 31     | 5      |        |
| 2022-2023       | Vejle           | 1D              | 28         | 7          | CD              | 2               | 0               | -                  | -                  | -                  | -           | -           | -           | 30     | 7      |        |
| Totale Vejle    | Totale Vejle    | Totale Vejle    | 148+2      | 24+0       |                 | 11              | 0               |                    | -                  | -                  |             | -           | -           | 161    | 24     |        |
| 2023            | IFK Göteborg    | A               | 7          | 1          | CS              | 0               | 0               | -                  | -                  | -                  | -           | -           | -           | 7      | 1      |        |
| Totale carriera | Totale carriera | Totale carriera | 155+2      | 25+0       |                 | 11              | 0               |                    | -                  | -                  |             | -           | -           | 168    | 25     |        |

### Cronologia presenze e reti in nazionale
| Cronologia completa delle presenze e delle reti in nazionale ― Albania | Cronologia completa delle presenze e delle reti in nazionale ― Albania | Cronologia completa delle presenze e delle reti in nazionale ― Albania | Cronologia completa delle presenze e delle reti in nazionale ― Albania | Cronologia completa delle presenze e delle reti in nazionale ― Albania | Cronologia completa delle presenze e delle reti in nazionale ― Albania | Cronologia completa delle presenze e delle reti in nazionale ― Albania | Cronologia completa delle presenze e delle reti in nazionale ― Albania |
| Data                                                                   | Città                                                                  | In casa                                                                | Risultato                                                              | Ospiti                                                                 | Competizione                                                           | Reti                                                                   | Note                                                                   |
| ---------------------------------------------------------------------- | ---------------------------------------------------------------------- | ---------------------------------------------------------------------- | ---------------------------------------------------------------------- | ---------------------------------------------------------------------- | ---------------------------------------------------------------------- | ---------------------------------------------------------------------- | ---------------------------------------------------------------------- |
| 13-6-2022                                                              | Tirana                                                                 | Albania                                                                | 0 – 0                                                                  | Estonia                                                                | Amichevole                                                             | -                                                                      | 71’                                                                    |
| 26-10-2022                                                             | Abu Dhabi                                                              | Arabia Saudita                                                         | 1 – 1                                                                  | Albania                                                                | Amichevole                                                             | -                                                                      | 46’                                                                    |
| 19-11-2022                                                             | Tirana                                                                 | Albania                                                                | 2 – 0                                                                  | Armenia                                                                | Amichevole                                                             | -                                                                      | 71’                                                                    |
| 20-11-2023                                                             | Tirana                                                                 | Albania                                                                | 0 – 0                                                                  | Fær Øer                                                                | Qual. Euro 2024                                                        | -                                                                      | 61’                                                                    |
| 22-3-2024                                                              | Parma                                                                  | Albania                                                                | 0 – 3                                                                  | Cile                                                                   | Amichevole                                                             | -                                                                      | 63’                                                                    |
| 25-3-2024                                                              | Solna                                                                  | Svezia                                                                 | 1 – 0                                                                  | Albania                                                                | Amichevole                                                             | -                                                                      | 82’                                                                    |
| Totale                                                                 |                                                                        | Presenze (423º posto)                                                  | 6                                                                      |                                                                        | Reti                                                                   | 0                                                                      |                                                                        |

| Cronologia completa delle presenze e delle reti in nazionale ― Albania under 21 | Cronologia completa delle presenze e delle reti in nazionale ― Albania under 21 | Cronologia completa delle presenze e delle reti in nazionale ― Albania under 21 | Cronologia completa delle presenze e delle reti in nazionale ― Albania under 21 | Cronologia completa delle presenze e delle reti in nazionale ― Albania under 21 | Cronologia completa delle presenze e delle reti in nazionale ― Albania under 21 | Cronologia completa delle presenze e delle reti in nazionale ― Albania under 21 | Cronologia completa delle presenze e delle reti in nazionale ― Albania under 21 |
| Data                                                                            | Città                                                                           | In casa                                                                         | Risultato                                                                       | Ospiti                                                                          | Competizione                                                                    | Reti                                                                            | Note                                                                            |
| ------------------------------------------------------------------------------- | ------------------------------------------------------------------------------- | ------------------------------------------------------------------------------- | ------------------------------------------------------------------------------- | ------------------------------------------------------------------------------- | ------------------------------------------------------------------------------- | ------------------------------------------------------------------------------- | ------------------------------------------------------------------------------- |
| 6-9-2018                                                                        | Cordova                                                                         | Spagna under 21                                                                 | 3 – 0                                                                           | Albania under 21                                                                | Qual. Europeo Under-21 2019                                                     | -                                                                               | 70’                                                                             |
| 11-9-2018                                                                       | Cagliari                                                                        | Italia under 21                                                                 | 3 – 1                                                                           | Albania under 21                                                                | Amichevole                                                                      | -                                                                               | 8’ 46’                                                                          |
| 16-10-2018                                                                      | Pärnu                                                                           | Estonia under 21                                                                | 2 – 2                                                                           | Albania under 21                                                                | Qual. Europeo Under-21 2019                                                     | -                                                                               |                                                                                 |
| 16-11-2018                                                                      | Elbasan                                                                         | Albania under 21                                                                | 2 – 0                                                                           | Malta under 21                                                                  | Amichevole                                                                      | -                                                                               |                                                                                 |
| 19-11-2018                                                                      | Tirana                                                                          | Albania under 21                                                                | 3 – 2                                                                           | Malta under 21                                                                  | Amichevole                                                                      | -                                                                               | 46’                                                                             |
| 23-3-2019                                                                       | Elbasan                                                                         | Albania under 21                                                                | 1 – 2                                                                           | Turchia under 21                                                                | Qual. Europeo Under-21 2021                                                     | -                                                                               | 76’                                                                             |
| 26-3-2019                                                                       | Andorra la Vella                                                                | Andorra under 21                                                                | 2 – 2                                                                           | Albania under 21                                                                | Qual. Europeo Under-21 2021                                                     | -                                                                               |                                                                                 |
| Totale                                                                          |                                                                                 | Presenze                                                                        | 7                                                                               |                                                                                 | Reti                                                                            | 0                                                                               |                                                                                 |

## Palmarès

### Club

#### Competizioni nazionali
- 1. Division: 3

Vejle: 2017-2018, 2019-2020, 2022-2023